# سام هينتون
سام هينتون (بالإنجليزية: Sam Hinton) هو عالم الأحياء البحرية وفنان الشارع أمريكي، ولد في 31 مارس 1917 في تلسا في الولايات المتحدة، وتوفي في 10 سبتمبر 2009 في بيركيلي في الولايات المتحدة.

## وصلات خارجية
- سام هينتون على موقع ميوزك برينز (الإنجليزية)
- سام هينتون على موقع ديسكوغز (الإنجليزية)